# Голубев, Алексей Константинович
Алексе́й Константи́нович Го́лубев (род. 5 мая 1978, Душанбе, СССР) — режиссёр, продюсер и клипмейкер. Основатель международной кинопроизводственной компании «MAG Film Moscow». Лауреат Премии RU.TV в номинациях «Лучшее шоу» и «Режиссёр года» в 2015 году и лауреат Премии Муз-ТВ в номинации «Лучшее видео» в 2016 году.
В 2019 году, на премии Муз-ТВ, клип Артура Пирожкова «Чика», созданный Алексеем Голубевым, получил премию за «Лучшее мужское видео». Автор около 300 музыкальных клипов (в том числе, Полины Гагариной, Димы Билана, Алсу, Валерии, Стаса Михайлова, Эроса Рамазотти) и рекламных роликов.

## Биография

### Ранние годы
Алексей Голубев родился 5 мая 1978 года в Душанбе в семье Константина Павловича Голубева — гидрогеолога, взрывника, бурильщика, а по совместительству ещё и художника — и Ольги Петровны Голубевой. В 1986 году отец Алексея одним из первых уезжает на ликвидацию аварии на Чернобыльской АЭС, в этот же год уходит из семьи. Мать увозит Алексея и его младшую сестру Галину в Алма-Ату.
В 11 классе Голубев попал на съемочную площадку музыкальной передачи «X-TV» канала «31». Старшеклассник устраивается на канал чернорабочим, затем становится осветителем, помощником оператора и оператором. Тогда же он пробует силы, снимая первые постановочные видео. Поступив по настоянию семьи на юрфак КазГУ, Алексей бросает университет после первого семестра, чтобы продолжить работу на ТВ и радио.

### Карьера
В 1999 году он вместе с оператором Тимуром Ашраповым снимает первый клип для группы «Параллель». С 1998 года снимает рекламные ролики в Казахстане и России. Вместе с женой Марией они основывают студию. Алексей производит кинофильмы, реалити-шоу, программы для ТВ, рекламные ролики.
Путь в российском шоу-бизнесе режиссёр Голубев начинает в 2006 году со съемок клипа Доминика Джокера. Исполнитель предложил Алексею снять ролик. Потом ещё два клипа, потом клип Влада Топалова, группы «Сливки», «Отпетые мошенники», Алсу, Полина Гагарина, Ирина Дубцова и многие другие.
Режиссёр Голубев стал популярным клипмейкером. Артистам нравилось с ним работать на съемочной площадке, а клипы становились популярными и зарабатывали награды. Ещё в Казахстане Голубев получает неожиданное предложение — поставить новогоднее шоу на главном канале страны «Хабар». Первый опыт оказывается удачным, хотя по признанию самого Алексея, тогда он плохо понимал, что делает. Затем был Фестиваль детской художественной гимнастики «Алина», где Алексей стал постановщиком шоу.
В 2015 году Алексей берется за постановку ледового шоу «Снежный король» по мотивам сказки Х. К. Андерсена. Шоу признали лучшим на Премии RU.TV, а Алексей Голубев был признан режиссёром года. Спец-приз отдали Алексею поскольку он был самым номинируемым режиссёром последних лет. Практически в каждой номинации премии RU.TV фигурировала его фамилия.
В 2019 году Алексей Голубев, совместно с хореографом-постановщиком Иваном Васильевым, выступил режиссером балета «Дракула. Начало», мировая премьера которого состоялась 3 ноября в Кремле. В спектакле, помимо исполняющего главную партию графа Дракулы — Ивана Васильева, танцуют солистки Большого театра — Мария Виноградова и Кристина Кретова, а так же солист Михайловского театра — Иван Зайцев. Голосом Дракулы стал финалист шоу «Голос-6» на Первом Канале — обладатель уникального вокала Ладислав Бубнар. Второй показ балета состоялся 12 декабря в БКЗ Октябрьский в Санкт-Петербурге.
Алексей Голубев — режиссёр-постановщик номера Полины Гагариной на Евровидении-2015 и видео-гимна телеканала RU.TV. Режиссёр-постановщик ледовых шоу «Снежный король» и «Снежный король-2» с участием олимпийских чемпионов Евгения Плющенко и Ирины Слуцкой, а также других мировых звёзд фигурного катания, благотворительного фестиваля художественной гимнастики Алины Кабаевой «Алина» в 2014—2016 годах, шоу Полины Гагариной «Спектакль» и «ΠΩΛΙΝΑ» (Crocus City Hall), Анжелики Варум (Crocus City Hall), Emin (Crocus City Hall), Стаса Михайлова (Олимпийский), Зары (Государственный Кремлёвский дворец), Кристины Орбакайте (Государственный Кремлёвский дворец), Big Love Show 2017, 2018.

### Личная жизнь
| Состав семьи | Состав семьи                |
| ------------ | --------------------------- |
| Жена         | Ведешина Мария Владимировна |
| Дочь         | Голубева Арина Алексеевна   |
| Дочь         | Голубева Алиса Алексеевна   |
| Сын          | Голубев Артемий Алексеевич  |
| Дочь         | Голубева Николь Алексеевна  |
| Дочь         | Голубева Мишель Алексеевна  |
| Дочь         | Голубева Алика Алексеевна   |

## Творчество
| Фильмография            | Фильмография            | Фильмография                                   |
| ----------------------- | ----------------------- | ---------------------------------------------- |
| 2022                    | Наследие                | Соавтор идеи, креативный продюсер, режиссёр    |
| 2015                    | Баку, я люблю тебя!     | Продюсер, режиссёр (новелла «Бабочки»)         |
| 2012                    | Сердце моё - Астана!    | Продюсер, режиссёр (новеллы «Часы» и «Онлайн») |
| 2011                    | Возвращение в «А»       | Продюсер VFX                                   |
| 2010                    | Москва, я люблю тебя!   | Продюсер, режиссёр (новелла «Таксист»)         |
| Короткометражные фильмы |                         |                                                |
| 2005                    | Баян Сулу и Козы Корпеш | Продюсер, режиссёр                             |

| Видеоклипы | Видеоклипы                                            | Видеоклипы                              | Видеоклипы |
| ---------- | ----------------------------------------------------- | --------------------------------------- | ---------- |
| 2023       | «Охота»                                               | Артур Пирожков                          |            |
| 2023       | «Любимый дождь»                                       | Бьянка                                  |            |
| 2021       | «C’est la vie»                                        | Авраам Руссо                            |            |
| 2021       | «Бегу по тропинке»                                    | Mia Boyka                               |            |
| 2020       | «Время вышло»                                         | Валерий Меладзе                         |            |
| 2020       | «Mira me bebe»                                        | Ольга Бузова и Джаро & Ханза            |            |
| 2020       | «Ролекс»                                              | DAVA и Филипп Киркоров                  |            |
| 2020       | «На ветру»                                            | Маша Вебер                              |            |
| 2020       | «58»                                                  | Егор Крид                               |            |
| 2020       | «Орбит без сахара»                                    | Ольга Бузова                            |            |
| 2020       | «Москвичи» (cover на военную песню)                   | Егор Крид                               |            |
| 2020       | «Зелёный светофор»                                    | Дайана                                  |            |
| 2020       | «В книге всё было по-другому» (на 4 раунд 17ib раунд) | Егор Крид                               |            |
| 2020       | «Ночные снайперы - секунду назад»                     | Диана Арбенина                          |            |
| 2019       | «Восьмое чудо света»                                  | Стас Пьеха & Анна Филипчук              |            |
| 2019       | «Чёрная роза»                                         | Любовь Успенская & CYGO                 |            |
| 2019       | «Таких не бывает»                                     | Джиган & Artik & Asti                   |            |
| 2019       | «Часики»                                              | Валерия & Егор Крид                     |            |
| 2019       | «Мама»                                                | Ладислав Бубнар                         |            |
| 2019       | «Океан»                                               | Дима Билан                              |            |
| 2019       | «Одиночество»                                         | группа Земляне                          |            |
| 2018       | «Прости» OST Лебединое озеро                          | Дмитрий Билан и Александр Филин         |            |
| 2018       | «Чика»                                                | Артур Пирожков                          |            |
| 2018       | «В сердце»                                            | Ладислав Бубнар                         |            |
| 2018       | «WI-FI»                                               | Ольга Бузова                            |            |
| 2018       | «Не молчи»                                            | Алсу                                    |            |
| 2018       | «Хэй Мам»                                             | Стас Костюшкин                          |            |
| 2018       | «Твой выбор»                                          | Александр Маршал                        |            |
| 2018       | «Клетка»                                              | Леонид Руденко и Эмма М                 |            |
| 2018       | «Проиграл»                                            | Наталья Подольская                      |            |
| 2018       | Моя страна, моя команда                               | Александр Коган                         |            |
| 2018       | «Фанта-Кола»                                          | Маша Вебер                              |            |
| 2018       | «Я-на»                                                | Влад Рамм                               |            |
| 2017       | «Ни я, ни ты»                                         | Влад Рамм & Kolyas                      |            |
| 2017       | «Лучше»                                               | Влад Рамм                               |            |
| 2017       | «Ни много ни мало»                                    | Наталья Подольская                      |            |
| 2017       | «Выходи за меня»                                      | Градусы & Кравц                         |            |
| 2017       | «Мосты»                                               | Лада Мишина                             |            |
| 2017       | «Мало половин»                                        | Ольга Бузова                            |            |
| 2017       | «Рука-Лицо»                                           | Скруджи                                 |            |
| 2017       | «Не верю»                                             | Юлиана Караулова                        |            |
| 2017       | «Жить»                                                | Полина Гагарина & Егор Крид, Dj Smash   |            |
| 2017       | «Не могу»                                             | Егор Крид                               |            |
| 2017       | «Неделимы»                                            | Артик и Асти                            |            |
| 2017       | «Что они знают?»                                      | Егор Крид                               |            |
| 2017       | «Здорово Великолепно»                                 | Градусы                                 |            |
| 2017       | «Хватит духу»                                         | Kolyas, Влад Рамм                       |            |
| 2017       | «Не обвиняй меня»                                     | Елена Темникова                         |            |
| 2017       | «Спасибо»                                             | Диана Д.                                |            |
| 2017       | «Достала меня»                                        | Влад Топалов                            |            |
| 2017       | «Лабиринты»                                           | Дима Билан                              |            |
| 2017       | «Привыкаю»                                            | Ольга Бузова                            |            |
| 2016       | «Лирика»                                              | Filatov & Karas, Masha                  |            |
| 2016       | «Саундтрек к ледовому шоу "Щелкунчик-Звезда"»         | Дима Билан                              |            |
| 2016       | «Я люблю тебя»                                        | Альбина                                 |            |
| 2016       | «Тебя одну»                                           | Пицца                                   |            |
| 2016       | «Тресни»                                              | Те100стерон                             |            |
| 2016       | «Love»                                                | Диана Д                                 |            |
| 2016       | «Я чувствую телом»                                    | Настя Задорожная                        |            |
| 2016       | «Мишень»                                              | Влад Соколовский                        |            |
| 2016       | «Градус 100»                                          | Градусы                                 |            |
| 2016       | «От тебя до меня»                                     | Diana’D                                 |            |
| 2016       | «Что это такое»                                       | Камила                                  |            |
| 2016       | «Ты мой»                                              | Кристина Орбакайте                      |            |
| 2016       | «Тело хочет любви»                                    | Валерия                                 |            |
| 2016       | «Любовь и боль»                                       | Ольга Задонская                         |            |
| 2016       | «Далеко»                                              | A’Studio и CENTR                        |            |
| 2016       | «Давай найдем друг друга»                             | Emin                                    |            |
| 2016       | «8 в падении»                                         | Emin                                    |            |
| 2016       | «Rosa Nata Ieri»                                      | Эрос Рамазотти                          |            |
| 2016       | «Маған сыйла»                                         | Индира Елемес                           |            |
| 2016       | «Мазала»                                              | Кайрат Нуртас                           |            |
| 2016       | «Аңсатпа»                                             | Индира Елемес                           |            |
| 2015       | «Sexy Frau»                                           | Бьянка                                  |            |
| 2015       | «Лабиринты»                                           | Дмитрий Билан                           |            |
| 2015       | «A Million Voices»/«Миллион голосов»                  | Полина Гагарина                         |            |
| 2015       | «Не пара» (OST «Монстры на каникулах»)                | Полина Гагарина                         |            |
| 2015       | «Не молчи»                                            | Дима Билан                              |            |
| 2015       | «Ты моя»                                              | Валерия и Анна Шульгина                 |            |
| 2015       | «Сон, где мы вдвоем»                                  | Стас Михайлов                           |            |
| 2015       | «Ізін көрем»                                          | Жанар Дугалова                          |            |
| 2015       | «Bella, Bella»                                        | Арсениум                                |            |
| 2015       | «Я не люблю тебя»                                     | По Фрейду                               |            |
| 2015       | «Я не буду»                                           | Полина Гагарина                         |            |
| 2015       | «Часы»                                                | Дима Билан                              |            |
| 2015       | «Отпусти»                                             | Оксана Сергиенко                        |            |
| 2015       | «Не делай мне больно»                                 | Stacy                                   |            |
| 2015       | «Забыть тебя»                                         | Emin                                    |            |
| 2015       | «Дождь»                                               | Джиган и МакSим                         |            |
| 2015       | «Горький вкус бузины»                                 | Любовь Успенская                        |            |
| 2015       | Гимн RU.TV                                            | RU.TV                                   |            |
| 2015       | «Буратино»                                            | DJ Fenix и Иваще                        |            |
| 2014       | «Бесконечная молодость»                               | Денис Майданов                          |            |
| 2014       | «Я тоже его люблю»                                    | Ирина Дубцова и Любовь Успенская        |            |
| 2014       | «Я не отступлю»                                       | Бьянка                                  |            |
| 2014       | «Это Новый Год? — Да!»                                | БигБэта                                 |            |
| 2014       | «Ты запад, я восток»                                  | RUNA                                    |            |
| 2014       | «Сердце из стекла»                                    | Валерия и Руслан Алехно                 |            |
| 2014       | «Париж»                                               | Маяковский                              |            |
| 2014       | «Не пара Ноя»                                         | Дмитрий Дубинский и Елена Галицына      |            |
| 2014       | «Когда растает лед»                                   | Дима Билан                              |            |
| 2014       | «Кеды»                                                | Бьянка                                  |            |
| 2014       | «Звук гАвно»                                          | Бьянка                                  |            |
| 2014       | «Девушка сильная»                                     | БигБэта                                 |            |
| 2014       | «Дышу тобой»                                          | Доминик Джокер                          |            |
| 2014       | «Вспоминать»                                          | Ирина Дубцова и DJ Leonid Rudenko       |            |
| 2013       | «Я не забуду»                                         | K-Rim                                   |            |
| 2013       | «Тут и там»                                           | Алексей Чумаков                         |            |
| 2013       | «Ногами руками»                                       | Бьянка                                  |            |
| 2013       | «Алле ТанZен»                                         | Бьянка                                  |            |
| 2012       | «Воспоминание»                                        | Нюша                                    |            |
| 2011       | «Прогноз погоды»                                      | «Дискотека Авария» и Кристина Орбакайте |            |
| 2010       | «Сауна»                                               | группа Пающие трусы                     |            |
| 2010       | «Прямо в сердце»                                      | Юлия Ковальчук                          |            |
| 2009       | «Модный танец арам-зам-зам»                           | «Дискотека Авария»                      |            |
| 2008       | «Хватит»                                              | ВИА Сливки                              |            |
| 2008       | «Кому? Зачем?»                                        | Ирина Дубцова и Полина Гагарина         |            |
| 2008       | «Давай попробуем вернуть»                             | Группа ПМ                               |            |
| 2008       | «Брошенный Богом»                                     | Доминик Джокер                          |            |
| 2007       | «Небо № 7»                                            | Влад Топалов и Доминик Джокер           |            |
| 2007       | «Ёлки-палки»                                          | группа Пропаганда                       |            |

| Телепроекты | Телепроекты                                                                              |
| ----------- | ---------------------------------------------------------------------------------------- |
| 2018        | Новогодняя ночь 2019 на Первом (телеканал «Первый», Россия), режиссёр-постановщик        |
| 2017        | Новогодняя ночь 2018 на Первом (телеканал «Первый», Россия), режиссёр-постановщик        |
| 2006        | реалити-шоу «Smart&Hot» (телеканал «Хит-ТВ», Казахстан), режиссёр-постановщик и продюсер |
| 2005        | проект «Карнавальная ночь» (телеканал «Хабар», Казахстан), режиссёр игровых эпизодов     |
| 2005        | модное реалити-шоу «Я — красивая» (телеканал «Хит-ТВ», Казахстан), режиссёр-постановщик  |
| 2004        | новогодняя программа «Аэропорт» (Казахстан), режиссёр-постановщик                        |
| 1999        | телепрограмма «Город Next» (Казахстан), режиссёр-постановщик                             |

| Шоу, концерты и театральные постановки | Шоу, концерты и театральные постановки                                 | Шоу, концерты и театральные постановки | Шоу, концерты и театральные постановки | Шоу, концерты и театральные постановки |
| -------------------------------------- | ---------------------------------------------------------------------- | -------------------------------------- | -------------------------------------- | --- |
| 2019                                   | Балет «Дракула. Начало»                                                |                                        | режиссёр-постановщик                   | |
| 2019                                   | Международный фестиваль-конкурс «Белые ночи Санкт-Петербурга» 2019     | 1 канал                                | режиссёр-постановщик                   | |
| 2018                                   | шоу «Легенды спорта» Алексея Немова                                    |                                        | режиссёр-постановщик                   | Алексей Немов, Светлана Хоркина, Елена Замолодчикова, Оксана Чусовитина, Йордан Йовчев, Каталина Понор, Артур Далалоян, Александра Солдатова |
| 2018                                   | шоу «Принимай меня» Ольги Бузовой                                      |                                        | режиссёр-постановщик                   | Crocus City Hall, «Ледовый дворец» |
| 2018                                   | MTV 20 ЛЕТ музыкальное шоу в СК «Олимпийский»                          | MTV                                    | режиссёр-постановщик                   | «Сплин», Noize MC, Therr Maitz, Ёлка, Feduk, SunSay, Manizha, Polina, Найк Борзов, «Кирпичи», Линда, Дима Билан, Полина Гагарина, Алсу, Сергей Бобунец («Смысловые Галлюцинации»), «Маша и Медведи», Антоха МС                                                                                                 |
| 2018                                   | Благотворительный концерт «7 жизней» в СК «Олимпийский»                |                                        | режиссёр-постановщик                   | Баста, Matrang, Мот, Feduk, Елена Темникова, Александр T‑Killah, Антон Беляев и Therr Maitz и известные YouTube блогеры Амиран Сардаров, Андрей Афонин, Николай Соболев, Дмитрий Портнягин, Big Russian Boss, Ида Галич и Дима Масленников.                                                                    |
| 2018                                   | Международный фестиваль-конкурс «Белые ночи Санкт-Петербурга» 2018     | 1 канал                                | режиссёр-постановщик                   | Дима Билан, Кристина Орбакайте, Диана Арбенина, Kenny Ray, Yamilet, ВладиМир, Филипп Киркоров, Полина Гагарина, Зара и др. |
| 2018                                   | спектакль-иллюзия «Дом с привидениями»                                 | производство MAG Film&Show             | режиссёр-постановщик                   | «Ледовый дворец» |
| 2018                                   | Алые паруса 2018                                                       | 5 канал                                | режиссёр-постановщик                   | Баста, Alekseev, ST, Алсу, Мари Краймбрери, Артём Пивоваров, Виктория Дайнеко, Моя Мишель, Quest Pistols Show |
| 2018                                   | «Big Love Show» в СК «Олимпийский»                                     | Love Radio                             | режиссёр-постановщик                   | Элджей, T-Fest, Мальбэк и Сюзанна, Артём Пивоваров и Мари Краймбрери, Дима Билан, Полина Гагарина, Тимати, Нюша, Макс Барских, Ёлка, LOBODA, Мот, Егор Крид, Burito, IOWA, Елена Темникова, Ханна, Alekseev, Artik&Asti, Ольга Бузова, ВИА Гра, Юлианна Караулова, Джиган, MBAND, Elvira T, 5sta Family        |
| 2017                                   | шоу «Опять 35. Неделимые» Дмитрия Билана                               | МУЗ ТВ                                 | режиссёр-постановщик                   | Crocus City Hall, «Ледовый дворец» |
| 2017                                   | шоу Егора Крида                                                        |                                        | режиссёр-постановщик                   | Crocus City Hall |
| 2017                                   | шоу МОТа                                                               |                                        | режиссёр-постановщик                   | Crocus City Hall |
| 2017                                   | Международный музыкальный фестиваль «Белые ночи Санкт-Петербурга» 2017 | 1 канал                                | режиссёр-постановщик                   | Nik West, Kid Creole and Coconuts, Busta Rhymes, Dr. Feelgood, New Power Generation, Ани Лорак, Стас Михайлов, Полина Гагарина, ЮрКисс, Александр Буйнов, Тамара Гвердцители, Александр Иванов и группа Рондо, Анита Цой, ВладиМир, Леонид Агутин и другие                                                     |
| 2017                                   | «Big Love Show» 2017 в СК «Олимпийский»                                | Love Radio                             | режиссёр-постановщик                   | ЁЛКА, BURITO, MBAND, ВИА ГРА, ВИНТАЖ, ЮЛИАННА КАРАУЛОВА, ELVIRA T, ALEKSEEV, ТИМАТИ, ЕГОР КРИД, МОЯ МИШЕЛЬ, ВРЕМЯ И СТЕКЛО, ХАННА, ЕЛЕНА ТЕМНИКОВА, НЮША, IOWA, ДИМА БИЛАН, LOBODA, ГРАДУСЫ, JAH KHALIB, ARTIK & ASTI, ПИКА, FILATOV & KARAS FEAT. MASHA, РОМА ШТАЙН, БЬЯНКА, ОЛЬГА БУЗОВА, БАНД’ЭРОС, SEREBRO |
| 2017                                   | шоу «Я выбираю тебя» Анастасии Спиридоновой                            |                                        | режиссёр-постановщик                   | Государственный Кремлёвский дворец |
| 2016                                   | шоу «Легенды спорта» Алексея Немова                                    |                                        | режиссёр-постановщик                   | Дворец спорта «Мегаспорт» |
| 2016                                   | шоу «Бессонница» Кристины Орбакайте                                    | 1 канал                                | режиссёр-постановщик                   | Государственный Кремлёвский дворец |
| 2016                                   | Юбилей ансамбля «Русская песня» Надежды Бабкиной                       |                                        | режиссёр-постановщик                   | МОСКОВСКИЙ ГОСУДАРСТВЕННЫЙ МУЗЫКАЛЬНЫЙ ТЕАТР ФОЛЬКЛОРА «РУССКАЯ ПЕСНЯ» |
| 2016                                   | шоу Зары                                                               |                                        | режиссёр-постановщик                   | Государственный Кремлёвский дворец |
| 2016                                   | шоу «35 Неделимые» Дмитрия Билана                                      | МУЗ ТВ                                 | режиссёр-постановщик                   | Crocus City Hall, БКЗ «Октябрьский» |
| 2016                                   | шоу «ΠΩΛΙΝΑ» Полины Гагариной                                          |                                        | режиссёр-постановщик                   | Crocus City Hall |
| 2016                                   | шоу «Соло» Анжелики Варум                                              |                                        | режиссёр-постановщик                   | Crocus City Hall |
| 2016                                   | VIII Фестиваль детской художественной гимнастики «Алина»               | телеканал «Россия 1», Россия           | режиссёр-постановщик                   | Фестиваль организован Благотворительным фондом Алины Кабаевой |
| 2015                                   | шоу «Спектакль» Полины Гагариной                                       | 1 канал                                | режиссёр-постановщик                   | Crocus City Hall |
| 2015                                   | шоу EMIN’а                                                             |                                        | режиссёр-постановщик                   | Crocus City Hall |
| 2015                                   | шоу «Народный корпоратив» Стаса Михайлова                              |                                        | режиссёр-постановщик                   | СК «Олимпийский», «Ледовый дворец» |
| 2015                                   | VII Фестиваль детской художественной гимнастики «Алина»                | телеканал «Россия 1», Россия           | режиссёр-постановщик                   | Фестиваль организован Благотворительным фондом Алины Кабаевой |
| 2015                                   | Ледовое шоу «Снежный король — 2. Возвращение»                          |                                        | режиссёр-постановщик                   | В ролях Евгений Плющенко, Бриан Жубер, Катарина Гербольдт, Ирина Слуцкая, Джонни Вейр, братья Сафроновы. |
| 2014                                   | Ледовое шоу «Снежный Король»                                           |                                        | режиссёр-постановщик                   | В ролях Евгений Плющенко, Бриан Жубер, Катарина Гербольдт, Ирина Слуцкая, Джонни Вейр, братья Сафроновы. |
| 2014                                   | VI Фестиваль детской художественной гимнастики «Алина»                 | телеканал «Россия 1», Россия           | режиссёр-постановщик                   | Фестиваль организован Благотворительным фондом Алины Кабаевой |

## Награды
| Награды | Награды                                         |
| ------- | ----------------------------------------------- |
| 2019    | Премия Муз-ТВ «Лучшее мужское видео»            |
| 2018    | Премия ВЕМА «Лучшее музыкальное событие»        |
| 2016    | Премия Муз-ТВ «Лучшее видео»                    |
| 2015    | Премия RU.TV «Лучшее шоу»                       |
| 2015    | Премия RU.TV «Режиссёр года»                    |
| 2014    | Премия EMA «Лучший музыкальный рекламный ролик» |